# 乳腺
乳腺是所有的哺乳动物用来产生乳汁哺育后代的腺体，是一种皮肤内的外分泌腺，属于汗腺的变形体。大量聚集在同一处的乳腺会与周边的皮下组织一起使得皮肤凸起，形成乳房，乳房内乳腺分泌的乳汁通常由乳腺管汇集在一起，最后从乳头排出。
乳腺是所有雌性哺乳动物的共同特征，且雄性的乳腺一般因退化而无功能，仅有少量痕迹存在。仅有性成熟的雌性——尤其是在分娩后的雌性——因为血液内催乳素和催产素的刺激，乳腺才会真正发挥哺乳的功能。乳腺的位置以及数量会因物种相异，但是多处于胸部和腹部。灵长类哺乳动物仅在胸部有一对单乳头的乳房，而其他哺乳动物则有的较多的乳头和乳房。哺乳动物的乳腺皆是由皮肤层的特殊化细胞所形成的，不分雌雄，一般乳腺都是成对出现在躯干的腹部面。雄性的乳腺几乎都保持在未发育状态；而大多数物种的雌性的乳腺都在性成熟期便开始发育了，而少数的要等待至生产前以及哺乳期的血液中某些激素达到一定量时才会立即发育。
乳腺会受到内分泌系统的调节，在分娩之后由于体内的激素变动，使得乳腺出现分泌乳汁的功能。在原始得到单孔类哺乳动物中，例如鸭嘴兽，乳腺分泌出的乳汁会直接从输入导管流到皮毛上，以供幼崽舔吸，而单孔类物种的乳房也是有着独特的结构，没有乳头，并且雄雌两性的乳腺都会有泌乳功能。而有袋类哺乳动物的乳房位于身体的腹部表面，乳头开口在育儿袋内，新生的幼崽吸吮乳头时，乳头就会在幼崽口中膨胀，这能使幼崽紧紧贴在母体身上。幼崽按照这种姿势长大到一定程度时，才会像其他哺乳动物那样任意吸吮乳头。而牛、马和鲸类等乳腺皆位于腹股沟处，灵长目的乳腺处于胸部。大多数小型哺乳动物都是有数对乳腺的，排列在腹部表面，乳腺是由汗腺变化而来的，在胚胎时，外胚层上随着由下肢芽到上肢芽的乳线中有部纵脊的地方，在此处便产生出几团特殊细胞，称为乳房始基，随后再发育成为乳房的；哺乳动物的种类各异，其细胞团的数量亦是不同的，这应是由每窝产仔的数量所决定的。而人类的胸前一般左右两侧分别有一个乳房。

## 结构

### 人类

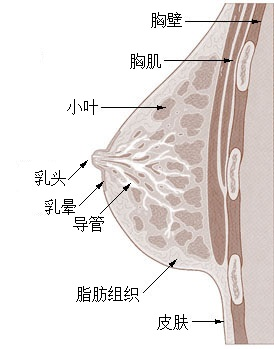
女性乳房的横截面

女性的乳房内部，乳腺组织形成为圆锥形状的盘，其中是由数量不等的脂肪組織所围绕的，所以才形成独具特色的外形。乳腺组织会被脂肪和结缔组织分割成为15-20片叶，每片叶有会被粗壮的纤维性悬韧带细分成为更多的小叶，而此悬韧带是连接着皮肤与覆盖于乳房下的肌肉内的结缔组织片。其中的每片腺叶都有一条输送乳汁的导管，用来让分泌出的乳汁排出去，乳导管会向着乳头處汇集，然而在接近乳头处导管的半径突然扩大为输乳囊，而后又急剧收缩为形如针尖一般的小孔，在乳头的顶端处开口。而乳头的周围有着一圈质地较为深色的皮肤，亦是呈现盘状的，称为乳晕。其内部有着环行以及辐射状排列的肌肉组织，如果乳房特别是乳晕部分受到了触碰等刺激时肌肉会收缩，这时的乳头会变得坚硬而直立，这样方便婴儿吸吮。乳晕处还含有皮脂腺，其中分泌出的物质用于哺乳期间润滑乳头。乳房血液来自于腋动脉、肋间动脉和胸廓内动脉等。而神经系统则有第四、第五和第六肋间神经的分支的支配。

### 其他哺乳动物

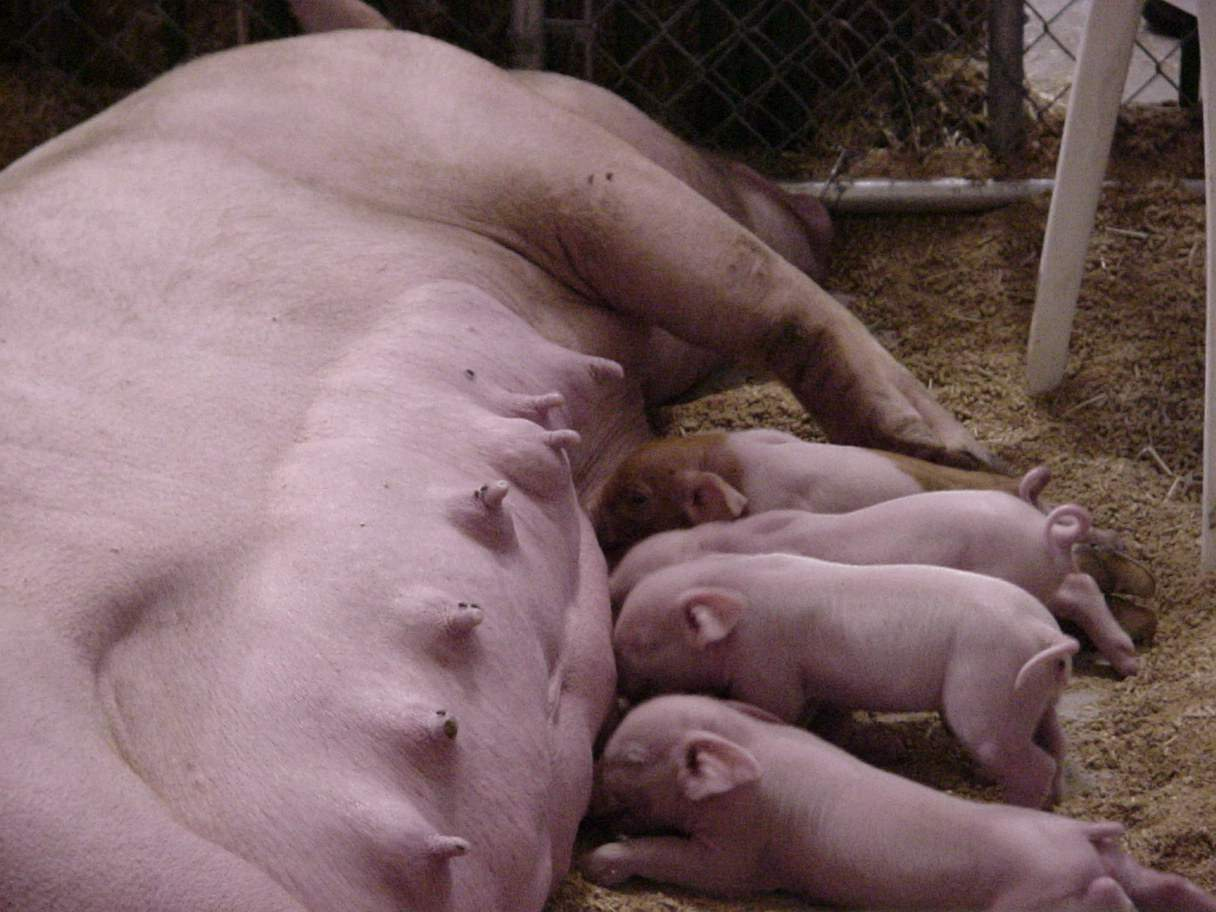
猪哺乳

母牛每个乳房拥有四片乳腺区，母羊的仅有两片乳腺区，母猪的较多，分布在其腹部中线的两侧，一般都有8-16个奶包，其每个奶包都有两片乳腺区。不论何种动物，所有乳腺区都是独立存在的，相互不连通。乳腺区内分为两大部分，分别为腺组织和间质。其腺组织又可分为乳腺泡和导管系统两部分。间质则是分布在腺组织周围的结缔组织和脂肪组织。 另外还包括分布在周围的丰富的神经纤维。乳腺泡是产生乳汁的主要部位，而乳导管系统就是储存乳汁和排出乳汁的部分，它们都是伴随着周期发生而不断发育的。不过，它们只能在物种处于妊娠期才能够完全的发育开来，且开始行使各自的功能。
在单孔目的动物中，乳腺的开口处呈现出下凹状，一般称为乳囊。其他哺乳动物的乳腺开口处则呈现为突出状，成为乳头。乳头又分为真假两种。如有袋類、啮齿类和猿猴类等等动物，乳腺开口处于乳头的表面，或可称为真乳头。而反刍动物和肉食类动物等，乳头的前端只有一个开口，其内连接有较长的乳管，而乳腺开口在乳管的底部，这又被称为假乳头。
较为原始的单孔兽没有乳头，而是在腹部两侧有着大约100-150个独立的泌乳腺。而导管从每一个泌乳腺通到长毛基部附近的皮肤表面；幼仔就从这些毛中舔食母体所分泌的乳汁。有袋类的乳腺经常是被育儿袋包裹着的，大多数新生幼体会各自吸附在自己的乳头上，吸上数余个星期。而高等灵长目、蝙蝠、马、牛等动物仅有一对乳头，而其他的物种乳头数则比较多，负鼠目的多达十二对。
| 物种              | 前端 （胸椎） | 中间体 （腹部） | 后端 （腹股沟） | 总数    |
| ----------------- | ------------- | --------------- | --------------- | ------- |
| 山羊，羊，马 豚鼠 | 0             | 0               | 2               | 2       |
| 牛                | 0             | 0               | 4               | 4       |
| 猫                | 2             | 2               | 4               | 8       |
| 狗                | 4             | 2               | 2 或 4          | 8 或 10 |
| 小鼠              | 6             | 0               | 4               | 10      |
| 大鼠              | 6             | 2               | 4               | 12      |
| 猪                | 6             | 6               | 6               | 18      |
| 长鼻目，灵长类    | 2             | 0               | 0               | 2       |

## 分泌乳汁

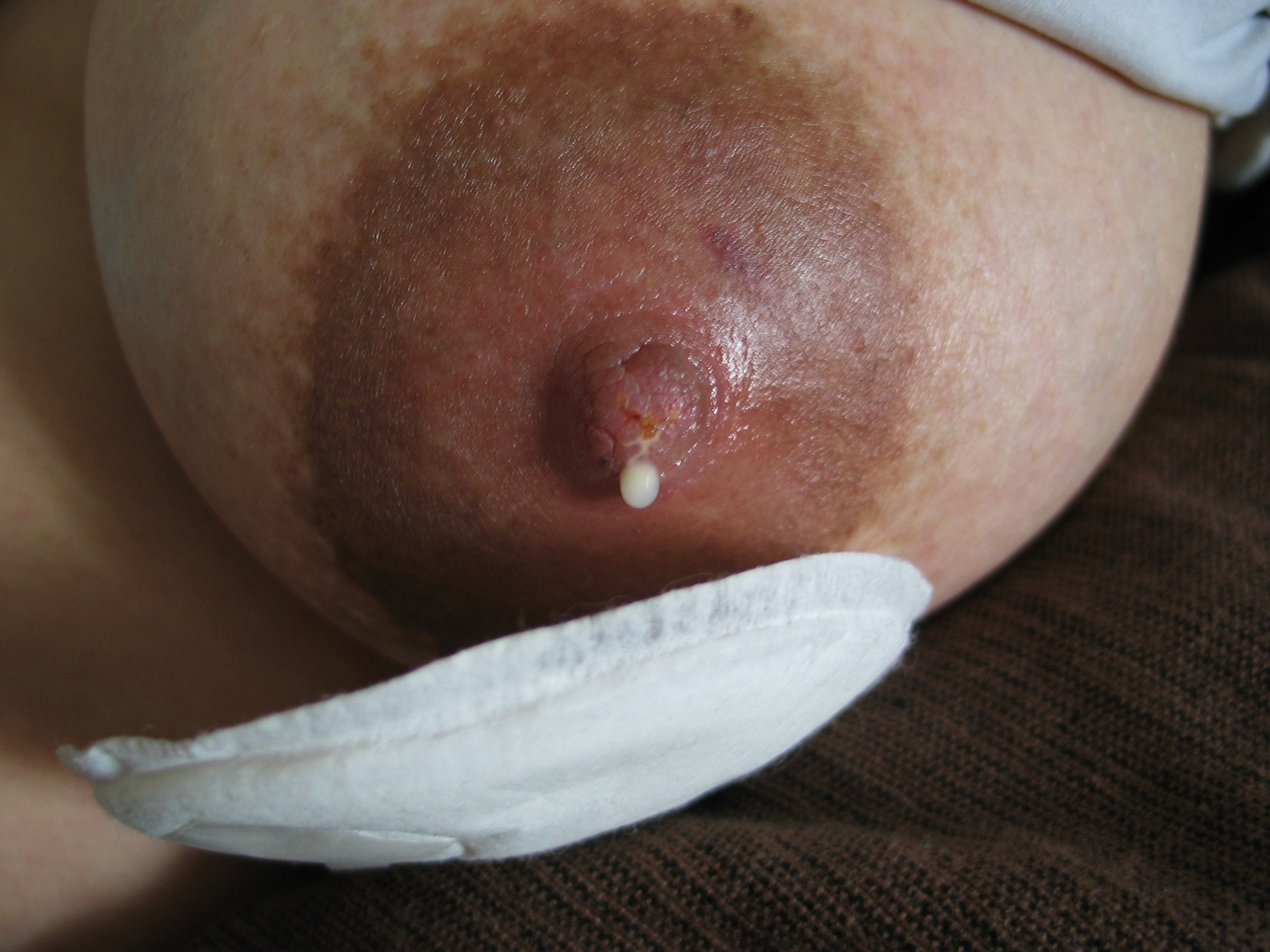
人類的乳房正由乳頭分泌出乳汁。

哺乳动物妊娠之后，乳导管的数量会不断的增多，至妊娠的后期，每一条微细导管的末端都会生成乳腺，并快速在乳腺内部产生空腔，成为乳腺泡。而在临产之前，形成乳腺泡的分泌上皮就开始拥有泌乳的能力了，而待至分娩以后，乳腺泡就能够大量地泌乳。
乳汁的生成应是在身体整个循环系统的配合当中，由乳腺最后完成的一项生理活动。动物在进入了泌乳时期后，其呼吸系统、消化系统和心血管系統等，都会发生与泌乳相关的各种变化。比如血液循环在这个时期，会增加流向乳房处的血液供量，以满足乳腺泡分泌乳汁的需求。
乳腺泡分泌乳汁时，所需要的原料几乎全都来源于血液。研究表明，哺乳动物每产生一公升的乳汁，大约都需要500升左右的血液经过乳腺组织。血液常是通过胸部外动脉流经乳腺组织的，而乳腺泡以内的分泌上皮就可以将血液中的原料通过自身活动合成为乳汁的蛋白质、乳糖以及乳脂等。详细来讲，乳腺泡的上皮细胞是从血液中获取色氨酸、赖氨酸和酪氨酸等等氨基酸的，再将其合成为酪蛋白、β-乳球蛋白和α-乳清蛋白；将血液中取得的葡萄糖合成为乳糖，而在血液中的葡萄糖、中性脂肪和脂肪酸一起合成乳脂。在反刍动物，其中的乳腺泡另外可以用瘤胃中所生成的挥发性脂肪酸合成为乳脂，其合成的乳脂通常都是甘油三酯。在一系列酶的参与和腺苷三磷酸（ATP）提供能量的两个条件之下，才能够使前述所有的合成过程完成。另外，乳腺中的分泌上皮细胞还会有选择的获取血液中的少许免疫球蛋白以及血清白蛋白，还包括维生素和无机盐等。但这些物质在那些细胞中并不会发生合成反应，而是将其中的浓度转化为不同于血液中的，比如镁、磷、钾和钙的含量都会变高，而钠的含量则会变低等。

## 乳腺发育

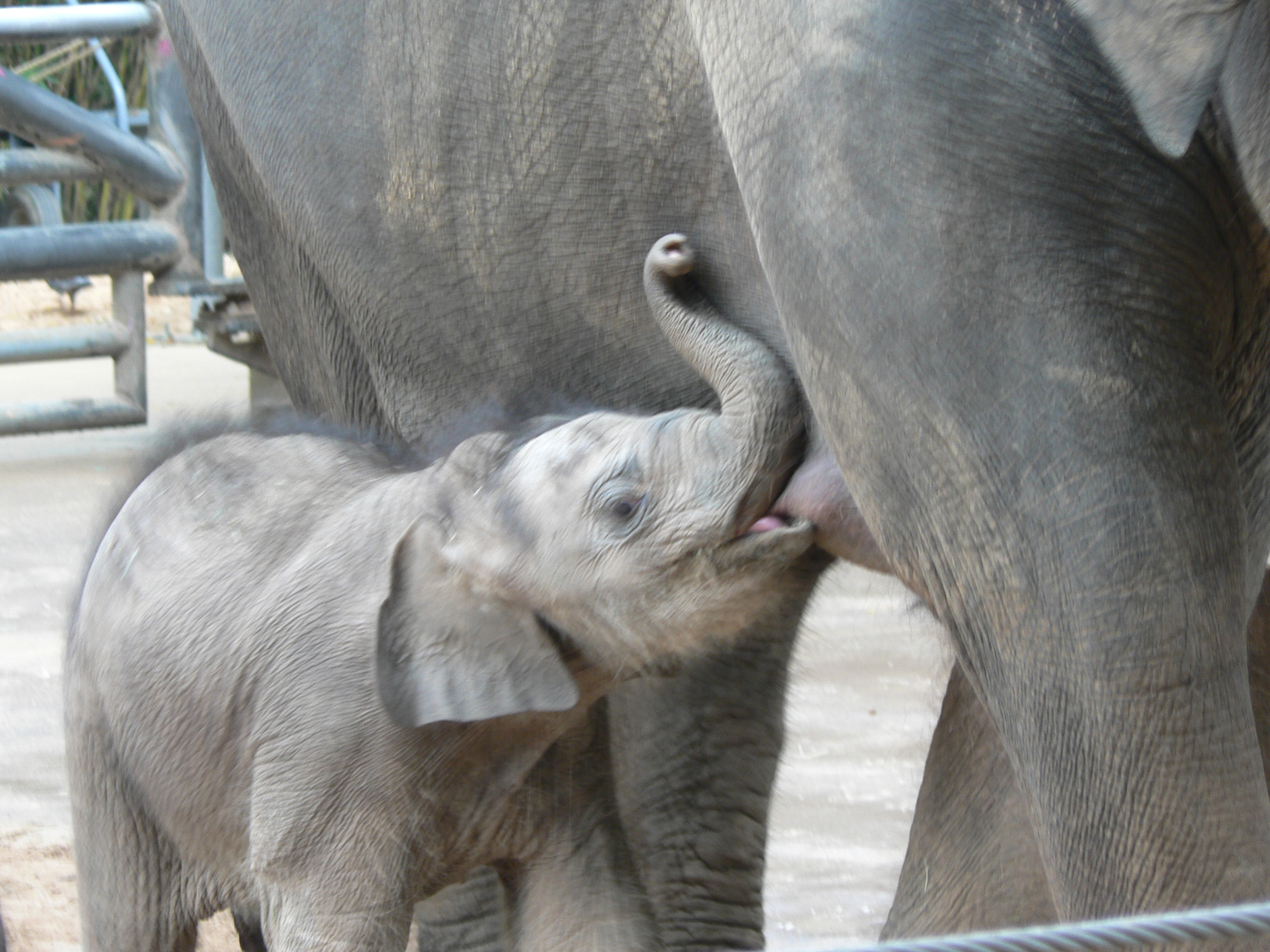
大象幼仔

作为哺乳动物的皮腺或者称为外分泌腺的乳腺，来自于外胚层。物种通过乳腺所形成的含有营养物质和抗体的乳汁，通过哺乳行为，传递给新生的小生命们，以确保其的发育与成长。在分泌乳汁之前的乳腺的生长与发育以称为乳腺发育，越充分的发育，乳腺上皮细胞的增殖就越多，在泌乳期间所产生的乳汁就越多。而乳腺的发育和泌乳行为也是受到许多不同激素的影响的，主要的激素有：雌性激素、孕酮、甲状腺素、泌乳素（PRL）和生长激素（GH）。正是因为它们之间的协作，才使得乳腺的生长发育的各个阶段，特别是妊娠期间能得到明显的发育，从而奠定了乳汁分泌的细胞基础。

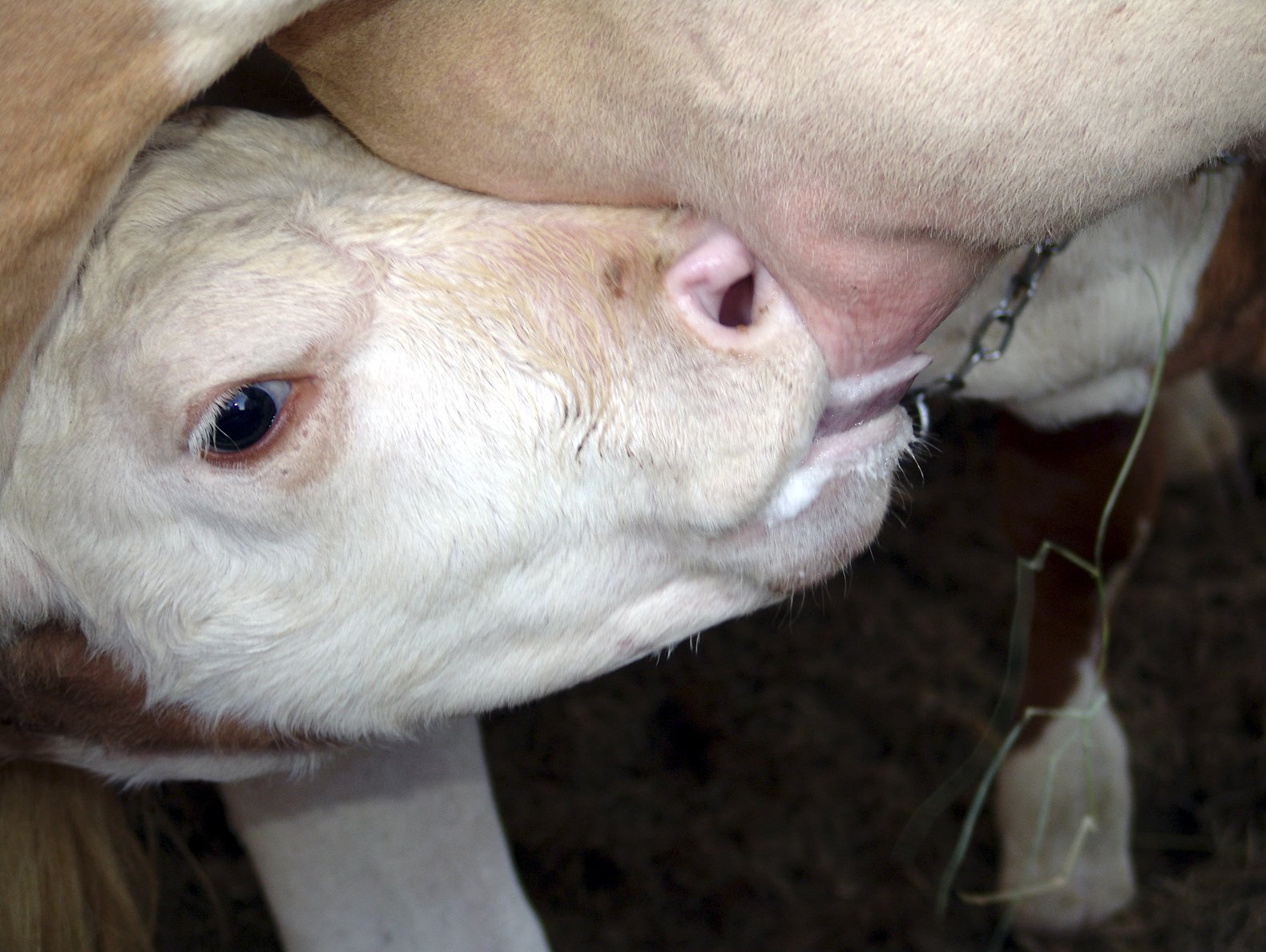
小牛吸奶

而分娩时期的大量分泌乳汁称为泌乳或生乳，亦是受到激素的控制。在妊娠期间，孕酮是能够抑制分泌乳汁的，而分娩之前，孕酮会陡然降低，且泌乳素会陡然升高甚至出现峰值，从而引发大量泌乳的出现。泌乳时期的维持也是受到几种激素影响的，其中的最主要的是生长素的作用。而通过重组DNA的技术为母牛改进了生长激素，从而促使其产奶量提升了15%至40%。通过精心培育和人工筛选出的奶牛和奶羊，其乳腺所分泌的乳汁也远超过幼崽的需求，由此，奶牛奶羊强大的乳腺也为人类源源不断地提供了营养物质，并大力支持着奶制品和其他食品工业的快速发展。

## 激素作用
乳腺是依照物种和每种动物出现的生理状态的不同而出现明显的结构差异。但有确切证据指出，卵巢所产生的雌激素和孕酮对乳腺发育产生了最重要的影响。

### 综合作用

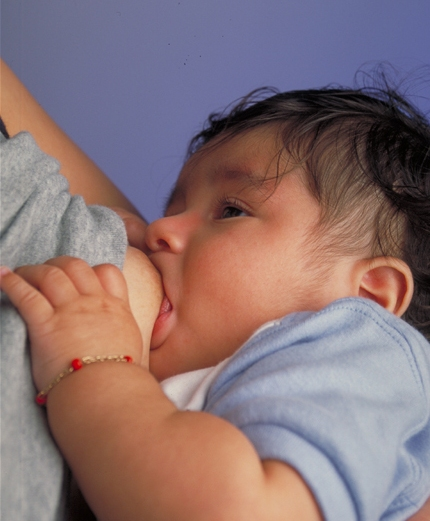
一位女性哺乳婴儿

从胎儿的发身时期，卵巢就逐步发育成熟，产生的雌激素可使得乳腺的导管发育生长出现分支。到了卵巢排卵后，卵巢内产生了黄体，由黄体分泌出的孕酮可以使得乳腺导管的末端细胞分化成为腺泡，在这里的细胞是可以分泌乳汁的。腺泡之间还有平滑肌细胞，收缩时可以帮助乳汁排出。在妊娠的刺激下，可使得乳腺增生前腺泡塌陷或者充满脱落的上皮细胞。以便于为妊娠后做准备。而乳汁的分泌是由激素引发的，这些激素多是腦垂體分泌的催乳素以及胎盘分泌的生长催乳激素。在哺乳停止之后，乳腺逐步恢复，能恢复到妊娠前的状态，但无法完全恢复至原样。而在闭经后，乳腺会大量萎缩，其大部分都会被结缔组织和脂肪给取代。

### 雌激素

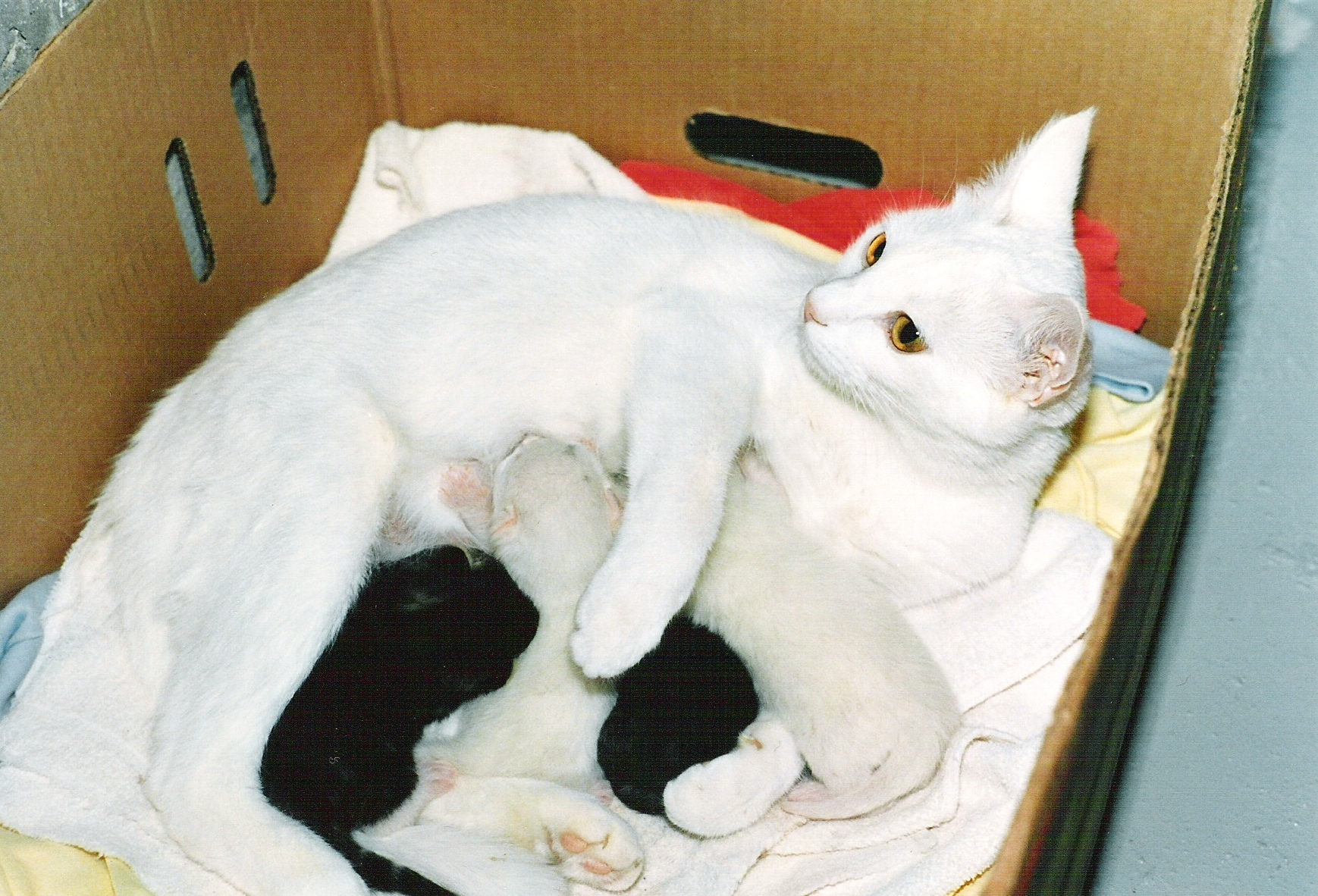
母猫

动物在发情和妊娠期间，其乳导管系统的发育，通常是由卵巢以及胎盘分泌出的雌激素影响的结果。不过，这种作用也存在着不同物种的差异，向豚鼠、山羊和牛等使用生理剂量的雌激素，除了乳导管的发育以外，小叶腺泡也会有一定程度的发育。而单独使用雌激素则会引发乳泡不正常的发育，腺泡腔明显偏大，甚至有发生乳头状肿瘤的情况。而与孕酮相互配合则没有出现这种状况。但是对犬只和貂屬动物独自使用雌激素，乳腺的生长发育不显著。而对小鼠、大鼠、兔子和猫等，雌性激素却只是让乳导管发育了。
正由此，雌性动物在发情期和妊娠期，通过雌激素和孕酮的相互协调作用，乳腺才会是整体上充分的发育。在发情期的前阶段雌激素的分泌才是最多的，而在黄体期分泌量最少，而孕酮却在黄体期分泌最多。在妊娠期间，且在妊娠的中后期，雌性激素和孕酮分泌的同时增多，且对乳腺连续发挥作用，因而乳腺才在妊娠期获得充分的发育。
雌激素是可以增加细胞膜的通透性和细胞外液的积聚的，且还增加了血管中血流速度以及RNA引导的细胞蛋白质合成的。给予泌乳期的奶牛和山羊使用小剂量的外源性雌激素的，乳汁脂肪含量会增加，而大量的雌激素却变为抑制乳汁的生成。雌激素是作用于乳腺中上皮细胞内特异受体的，最终会使细胞分化。从发情期开始，乳腺会出现雌激素受体，伴随着乳腺重量的增长，雌激素受体的数量也就增加，受体数量的增加以及雌激素与受体的亲和力提高，加大了雌激素对靶细胞的生物作用力。

### 孕酮

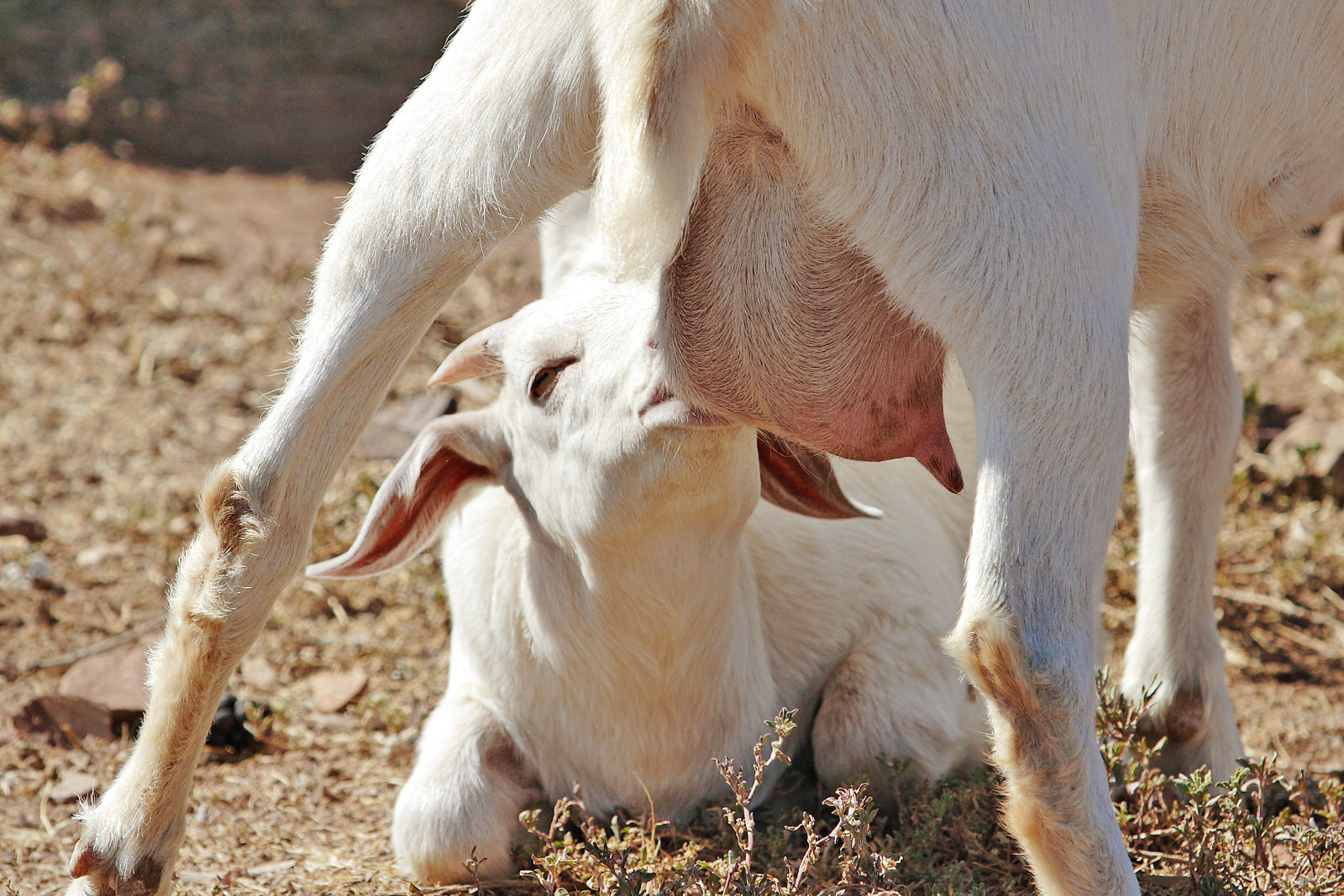
小山羊

动物在黄体期分泌的孕酮会使腺泡上皮细胞的分化，从而形成腺泡，也会促进乳导管的上皮细胞的分化。孕酮和雌激素的协同作用，在其他激素的配合下，才使得乳腺的小叶腺泡生长发育。而母牛在妊娠期间，血清中孕酮水平具有波动性变化，大约在妊娠第20天时孕酮升高，随后的第4-5天后孕酮有稍微下降，而后又继续升高。妊娠中期孕酮出现的升高又使得小叶腺泡得到显著发育。在产前的2-3天，孕酮又会突然下降，这是由于减少了孕酮的合成和加快了孕酮转化的结果。而绵羊却在妊娠的第50天以后才会出现血清中孕酮升高，又在妊娠的第125-130天时，血清中的孕酮达到最高，但在产前却陡然下降。
孕酮是作用在乳腺的上皮细胞内的受体中的，会引发上皮细胞的分化。处女以及妊娠期内的动物的乳腺均能发现孕酮受体。雌激素还能够进一步增加乳腺中孕酮受体的数量，发挥其本身的和孕酮的在乳腺生长发育上的联合作用。

## 病理
乳腺增生症，以往命名不统一，例如：乳腺纤维囊性病、慢性囊性乳腺病；在生育年龄的女性中可能发生，原因之一会是每次月经周期以内的分泌刺激消长效果积累的结果。其表现为形状各异的结节性纤维变形（纤维化组织团）和囊肿；会出现间歇性的疼痛，在月经之后通常就消退，由此常常与乳腺癌相区别；但是，亦有可能发生癌变，如乳房内部出现结节长期不会消退，则需要进行活体组织检查。而内分泌障碍可以引发乳房过早发育或者让男性出现女性型乳房，而后一种最有可能会是一种性染色体异常——克氏综合征的一种症状。而现阶段医学情况下，乳房内的唯一的感染性疾病是急性乳腺炎，经常发生于哺乳期间化脓性细菌通过乳头入侵乳房内。当炎症严重时会出现发烧、虚弱，让患者服用抗生素后一般都可快速治愈，可进一步避免化脓。而注重卫生是预防乳腺炎发生的重要手段。
乳房内的良性肿瘤包括纤维腺瘤和导管内乳头状瘤，前者多发生在30岁以内的女性，后者可导致乳头出血等。这两种肿瘤应该早期发现并切除。而恶性肿瘤的病源则是乳房内的任何细胞都有嫌疑，而肉瘤仅仅只占乳房肿瘤的3%左右。在西方世界内女性最常见的恶性肿瘤就是乳腺癌，其发生于25岁以下的女性较少，但25岁以上的发病率却升高了，到了绝经期之后发病率趋于稳定。虽然遗传基因对病发有着影响，但准确的病因还未明确。